# 禿鷹 (漫威漫畫)
禿鷹（英語：Vulture），本名亞德里安·圖姆斯（Adrian Toomes），是一名出現於漫威漫畫的虛構超級反派角色，由史丹·李與史蒂夫·迪特科所創作。首次登場於《神奇蜘蛛人》#2（1963年5月）。
禿鷹是蜘蛛人第一個遇上具有特異能力的反派角色。除了圖姆斯外，在蜘蛛人漫畫中也有多位角色曾用過這名號。

## 人物
亞德里安·圖姆斯是一名十分優秀的電子工程師，與好友成為商業夥伴，但他因為致力於開發自己所構思出的一套高科技飛行裝備而疏忽於管理自己的事業，最終導致公司被自己的好友奪走。
圖姆斯不甘於此，於是他在發現了自己的飛行裝備的特殊電磁波能賦予他超能力後決定向朋友報復，並為了東山再起而決定靠搶劫籌措資本，但之後遭到超級英雄蜘蛛人的阻止，從此便展開了他和蜘蛛人之間的爭鬥。
經過多次失敗後，他響應了八爪博士的號召，與沙人、神秘法師、獵人克拉文和電光人一起組成邪惡六人組並向蜘蛛人發出挑戰。

## 能力
禿鷹是一位十分出色的電子工程師，平時所使用的高科技飛行裝備便是由他自己一人開發出來的產物。
禿鷹的飛行裝備不但給予了他飛行的能力，同時還提升了他的身體素質，使他和蜘蛛人交戰時能發揮出類似超能力者的能力，並且在脫下裝備後仍可以短暫地飄浮在空中，但該能力會隨著脫下裝備的時間大幅衰退。
禿鷹亦是一名十分狡猾的戰術家，他會利用常人思考的盲點來進行突襲，這使他在搶劫時幾乎無往而不利。

## 其他媒體

### 動畫
- 《終極蜘蛛人》：由Tom Kenny配音[1]。

### 電影
- 漫威電影宇宙：由麥可·基頓飾演禿鷹。
  - 《蜘蛛人：返校日》（2017）[2][3]：在2016年的聖地牙哥國際漫畫展，漫威影業的總裁凱文·費吉證實蜘蛛人加入漫威電影宇宙後在第一部個人電影裡登場的反派將是禿鷹[2]。2016年11月，證實由麥可·基頓飾演禿鷹[4]。
- 索尼影業蜘蛛人宇宙：由麥可·基頓回歸飾演禿鷹。
  - 《魔比斯》（2022）[5]：片尾客串。在2021年電影《蜘蛛人：無家日》中，奇異博士的魔咒打開了多元宇宙的通道。禿鷹因而從漫威電影宇宙穿越至索尼影業蜘蛛人宇宙。
- 蜘蛛宇宙系列：由喬瑪·塔科內（英语：Jorma Taccone）配音。
  - 《蜘蛛人：穿越新宇宙》（2023）

### 電子遊戲
- 《蜘蛛人：破碎次元》[6]：為關卡BOSS之一，出現的是Noir世界觀的禿鷹。由Steven Blum配音。
- 《樂高漫威超級英雄》：於死侍bonus關卡登場，由Nolan North[7]配音，為玩家可使用角色之一。
- 《MARVEL未來之戰》：手機遊戲，禿鷹是玩家可使用角色之一。
- 《蜘蛛俠》[8]：由德懷特·舒爾茲（英语：Dwight Schultz）配音[9]。